# Zareh Mutafian
Pour les articles homonymes, voir Mutafian.
 (avril 2015).
Si vous disposez d'ouvrages ou d'articles de référence ou si vous connaissez des sites web de qualité traitant du thème abordé ici, merci de compléter l'article en donnant les références utiles à sa vérifiabilité et en les liant à la section « Notes et références ».
Zareh Mutafian (Ünye, 15 mars 1907-Paris 20e, 11 mai 1980) est un peintre français d'origine arménienne.

## Biographie

### Jeunesse et formation
Zareh Mutafian naît le 15 mars 1907 de Garabed Mutafian et Marie Varjabedian, dans l’Empire ottoman au bord de la mer Noire, à Ünye, un peu à l’est de Samsun ; il a donc 8 ans à l’époque du génocide des Arméniens. Toute sa famille est massacrée, lui-même est laissé pour mort. Il doit alors sa survie à un étameur kurde de Malatya qui le retire du convoi des déportés. À la fin des hostilités, il est recueilli par l’orphelinat américain Near East Relief, qui finit par s’installer à Samsun avant de se déplacer en Grèce quelques années plus tard, devant l’insécurité grandissante due à l’imminence de l’avènement de la république de Turquie.
Il se destine alors à une carrière de violoniste, quand en 1923 l’aviation italienne attaque la Grèce et bombarde l’île de Corfou, prenant par erreur pour cible un orphelinat du Near East Relief installé dans une caserne désaffectée et y faisant de nombreuses victimes. Afin d’éviter l’incident diplomatique avec les États-Unis, Mussolini propose de faire accueillir en Italie une centaine d’orphelins, dont Mutafian, par la congrégation catholique arménienne des Mekhitaristes installée depuis le début du XVIIIe siècle à Saint-Lazare. Contraint de renoncer au violon pour des raisons de santé, il se tourne vers la peinture, et fait ses études de peinture à l’Académie Brera de Milan, de 1927 à 1931.

### Le peintre

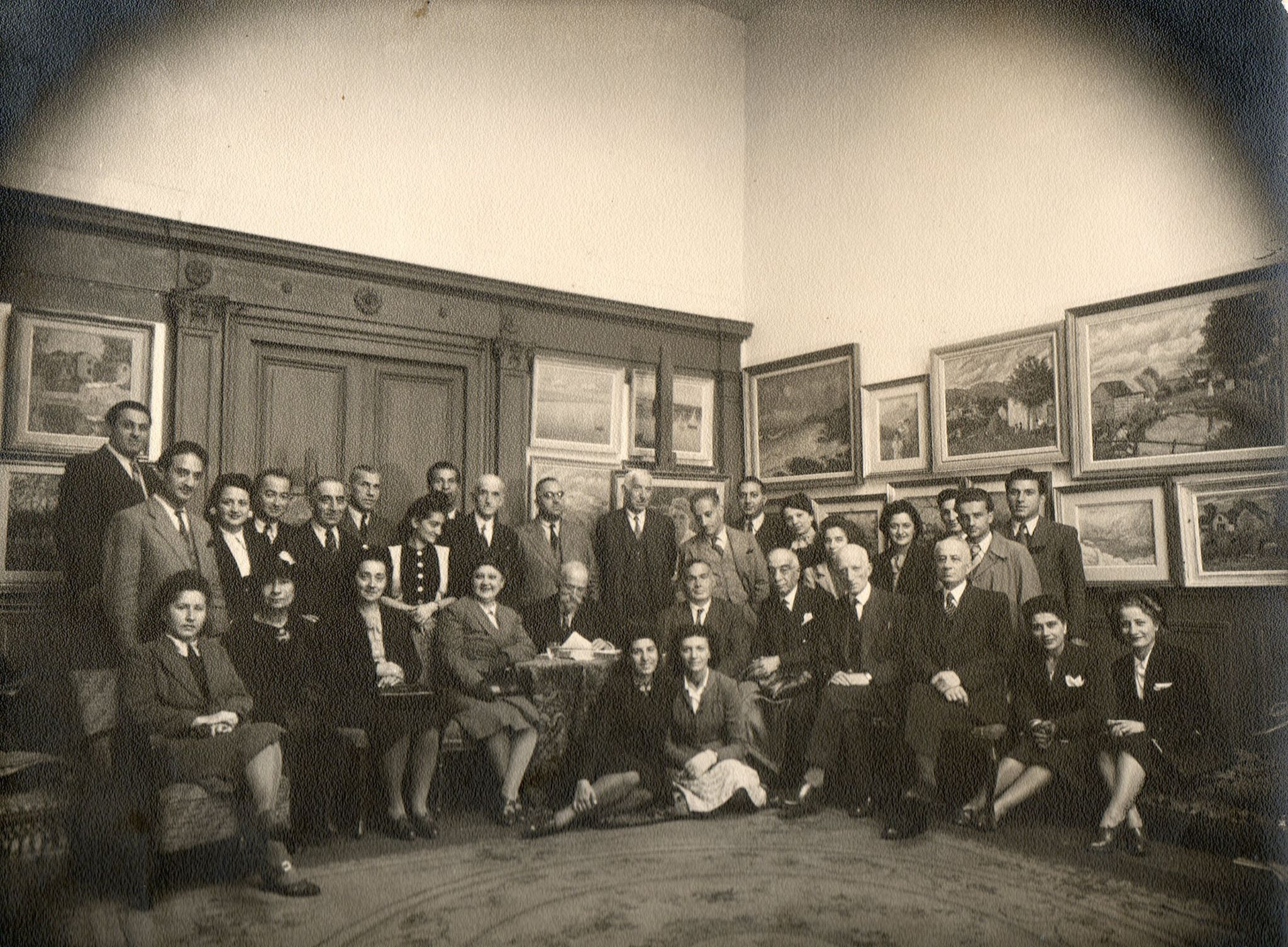
Réunion d'intellectuels de la diaspora arménienne en France dans son atelier en 1944. Parmi eux, Archag Tchobanian, Marie Atmadjian ou encore Dikran Tchitouni et sa femme.

Il s’installe en 1937 à Genève puis passe à Paris et épouse au début de 1939 Haïgouhie (Hélène) Damlamian, chirurgienne dentiste. Au début de la guerre, Zareh Mutafian loue un vaste atelier rue de Navarin, dans le IXe arrondissement de Paris où, autour du métro Cadet, était alors concentrée l’intelligentsia arménienne de la capitale. Vu les restrictions du droit de réunion, son atelier sert souvent de cadre aux activités culturelles de ces intellectuels rescapés du génocide.
Durant ses premières années parisiennes, il participe à plusieurs expositions collectives, comme les salons des Tuileries, d’Automne, des Indépendants. Dès la fin de la guerre, tout en continuant à participer aux principales manifestations collectives – Biennale de Gênes, Les Arts dans le Monde, Les peintres témoins de leur temps –, il multiplie les expositions individuelles, à Paris, à Marseille et ailleurs.
L’année 1962 le voit en tournée aux États-Unis, avec une série d’expositions dans tout le pays, d’un océan à l’autre : New York, Milwaukee, Los Angeles, Fresno. Il expose ensuite à Beyrouth, puis présente à Paris une série de tableaux commémorant le cinquantième anniversaire du génocide.
En 1967, il reçoit une invitation à exposer à Erevan, capitale de l’Arménie soviétique. À son retour, il multiplie en France et en Italie les expositions sur le thème « L’Arménie vue par Mutafian ». Une nouvelle invitation en Arménie, en 1971, donne un second souffle à son inspiration et, durant la dernière décennie de sa vie, une grande partie de ses tableaux reflète cette « patrie retrouvée », qui est ensuite le thème de sa dernière exposition à New York en 1979. De nombreux articles critiques lui ont été consacrés au long de sa carrière, ainsi qu'une monographie et un recueil de textes.
Sa dernière exposition individuelle en France de son vivant se tient dans le cadre prestigieux de l’Orangerie du Luxembourg, sous le haut patronage du Sénat, autour du thème qui l’a toujours hanté, la mer.
En parallèle avec sa carrière de peintre, Zareh Mutafian a écrit en arménien des livres sur l'histoire de la peinture et l'esthétique. Ses textes sur l'Arménie ont été publiés après sa mort dans un livre bilingue français-arménien.
Il meurt d’une crise cardiaque le 11 mai 1980 et est inhumé au Cimetière parisien de Bagneux dans le caveau des intellectuels arméniens.
Zareh Mutafian est le père de l'historien Claude Mutafian.

## Liste des rétrospectives posthumes
- octobre 1982 : Erevan, Musée Éghichê Tcharents puis Maison des Écrivains
- juin 1983 : Marseille, Union Générale Arménienne de Bienfaisance
- avril 1984 : Londres, Armenian House
- novembre 1990 : Erevan, Maison des Peintres
- décembre 1990 : Moscou, Théâtre sur Malaïa Bronnaïa
- novembre 1995 : Nîmes, Espace Gard
- janvier 1998 : Paris, Mairie du XVIe
- avril 2007 : La Seyne-sur-Mer, Fort Napoléon
- octobre 2007 : Erevan, Galerie nationale d’Arménie
- mai 2015 : Paris, Mairie du Ve[5]

## Œuvre
- (fr + hy) Chant d'Arménie, Saint-Lazare, Venise, Tipo-Litografia Armena, 1982, 260 p.